# Englische Basketballnationalmannschaft
Die englische Basketballnationalmannschaft repräsentiert England bei Basketball-Länderspielen der Herren, etwa bei internationalen Turnieren und bei Freundschaftsspielen.
Das Team nahm bisher zweimal an Olympischen Spielen und viermal an Europameisterschaften teil. Für Weltmeisterschaften gelang noch keine Qualifikation. 

## Geschichte
Die Englische Basketballnationalmannschaft ist seit 1937 Mitglied der FIBA und nahm 1946 erstmals an einem großen Turnier teil, der Basketball-Europameisterschaft. Das Team verlor alle seine Spiele und wurde Letzter. Zwei Jahre später waren englische Basketballer Teil des gesamtbritischen Basketballnationalteams, welches dort 20. wurde. 
Bei der nächsten EM-Teilnahme im Jahre 1955 war man wieder als eigenständiges Nationalteam qualifiziert, war in der Vorrunde aber hoffnungslos unterlegen und verlor alle Spiele. Auch bei der EM 1961 schied das Team ohne einen Sieg aus. Nach 12 Niederlagen in 12 Spielen gelang den Engländern bei der EM 1981 durch ein 64:62 gegen Griechenland der erste Sieg bei einer Europameisterschaft. Da die restlichen vier Gruppenspiele aber verloren gingen scheiterte man in der Vorrunde.
Seither gelang keine eigenständige Qualifikation mehr für ein internationales Turnier. Als Teil der Britischen Nationalmannschaft spielten englische Spieler bei den Europameisterschaften 2009, 2011 und 2013 mit. Ebenso bei den Olympischen Spielen 2012, in denen man als Gastgeber automatisch gesetzt war.

## Abschneiden bei internationalen Wettbewerben
| - noch nie qualifiziert |  | - noch nie eigenständig qualifiziert als Teil der Britischen Basketballnationalmannschaft - 1948: 20. Platz - 2012: 9. Platz |

### Europameisterschaften
- 1946: 10. Platz
- 1955: 12. Platz
- 1961: 19. Platz
- 1981: 12. Platz

als Teil der Britischen Basketballnationalmannschaft
- 2009: 13. Platz
- 2011: 13. Platz
- 2013: 13. Platz